# Rachiades lichenicolor
Rachiades lichenicolor är en fjärilsart som beskrevs av Charles Oberthür 1911. Rachiades lichenicolor ingår i släktet Rachiades och familjen tandspinnare. Inga underarter finns listade.